# 楢原陳政
楢原 陳政（ならはら のぶまさ、1862年（文久2年）- 1900年（明治33年）7月24日）は、江戸時代の武士、明治時代の外交官。
中国通として知られた。西郷従道の娘婿（長女の政子）。養子先の姓から井上陳政とも。

## 生涯
幕臣の楢原儀兵衛と母伊澤氏の長男として江戸に生まれる。維新後井上陳光の養子となったが、後に復籍している。
1877年（明治10年）、印刷局長の得能通昌のもとで勤務する傍ら、清国公使館で中国語を学ぶ。その後清に遊学し、著名な学者の兪樾の門下生となり杭州の兪楼で勉学に励んだ。1890年（明治23年）公使館書記生としてイギリスに渡り、エジンバラ大学で学んだ。
帰国後下関で開かれた日清戦争の講和会議で通訳を務め、その功により勲六等を賜る。その後北京の日本公使館通訳官、1899年（明治32年）2等書記官となった。1900年（明治33年）義和団の乱に粛親王府を防御中に負傷し、破傷風により39才で没した。同年9月遺体は帰国し、青山霊園(1イ21-1)に葬られた。1901年8月13日、正五位が追贈される。子の楢原良一郎は古河鉱業の社長となった。

## 著書
- 『西行日記』
- 『支那内治要論』
- 『清国商況視察復命書』